# Jury Duty
Jury Duty es una película cómica estadounidense de 1995, dirigida por  John Fortenberry y protagonizada por Pauly Shore, Tia Carrere, Stanley Tucci, Brian Doyle-Murray, Shelley Winters y Abe Vigoda.

## Argumento
Cuando Tommy Collins , un separador de vida desempleados en casa de sus padres, descubre que sus padres están llevando a cabo una escapada privada de unos pocos meses, y teniendo la casa móvil con ellos, decide que necesita encontrar un lugar para él y su chihuahua Peanut para quedarse. Por un golpe de suerte, es llamado a filas para servir como jurado y que debe ser secuestrado por la duración de la prueba. Collins prolonga el proceso con un debate sin sentido, en un esfuerzo para permanecer en el regazo de lujo. En el proceso que irrita a sus compañeros del jurado, y sin querer hace un corte en el caso. 

## Reparto y doblaje latinoamericano
| Personaje         | Actor original     | Actor de doblaje       |
| ----------------- | ------------------ | ---------------------- |
| Tommy Collins     | Pauly Shore        | Ulises Maynardo Zavala |
| Monica Lewis      | Tia Carrere        | Anabel Méndez          |
| Frank             | Stanley Tucci      | Pedro D'Aguillon Jr.   |
| Director Beasley  | Richard Riehle     | Maynardo Zavala        |
| Carl Wayne Bishop | Sean Whalen        | Ricardo Tejedo         |
| Sarah             | Alex Datcher       | Laura Ayala            |
| Madre de Tommy    | Shelley Winters    | Liza Willert           |
| Jed               | Richard Napier     | Agustín Sauret         |
| Libby             | Sharon Barr        | Ruth Toscano           |
| Harry             | Brian Doyle-Murray | Ricardo Tejedo         |
| Abogada           | ¿?                 | Angela Villanueva      |
| Abogado defensor  | ¿?                 | Arturo Mercado         |
| Tío Sal           | Andrew Dice Clay   | Jorge Fink             |
| Voces diversas    | -                  | Magda Giner            |
| Narración         | N/A                | Maynardo Zavala        |